# دی‌استیلن
دی‌استیلن (به انگلیسی: Diacetylene) یک ترکیب شیمیایی با شناسه پاب‌کم ۹۹۹۷ است. شکل ظاهری این ترکیب، گاز است.